# Beclardia macrostachya
Beclardia macrostachya är en orkidéart som först beskrevs av Louis Marie Aubert Du Petit-Thouars, och fick sitt nu gällande namn av Achille Richard. Beclardia macrostachya ingår i släktet Beclardia och familjen orkidéer. Inga underarter finns listade i Catalogue of Life.

## Bildgalleri

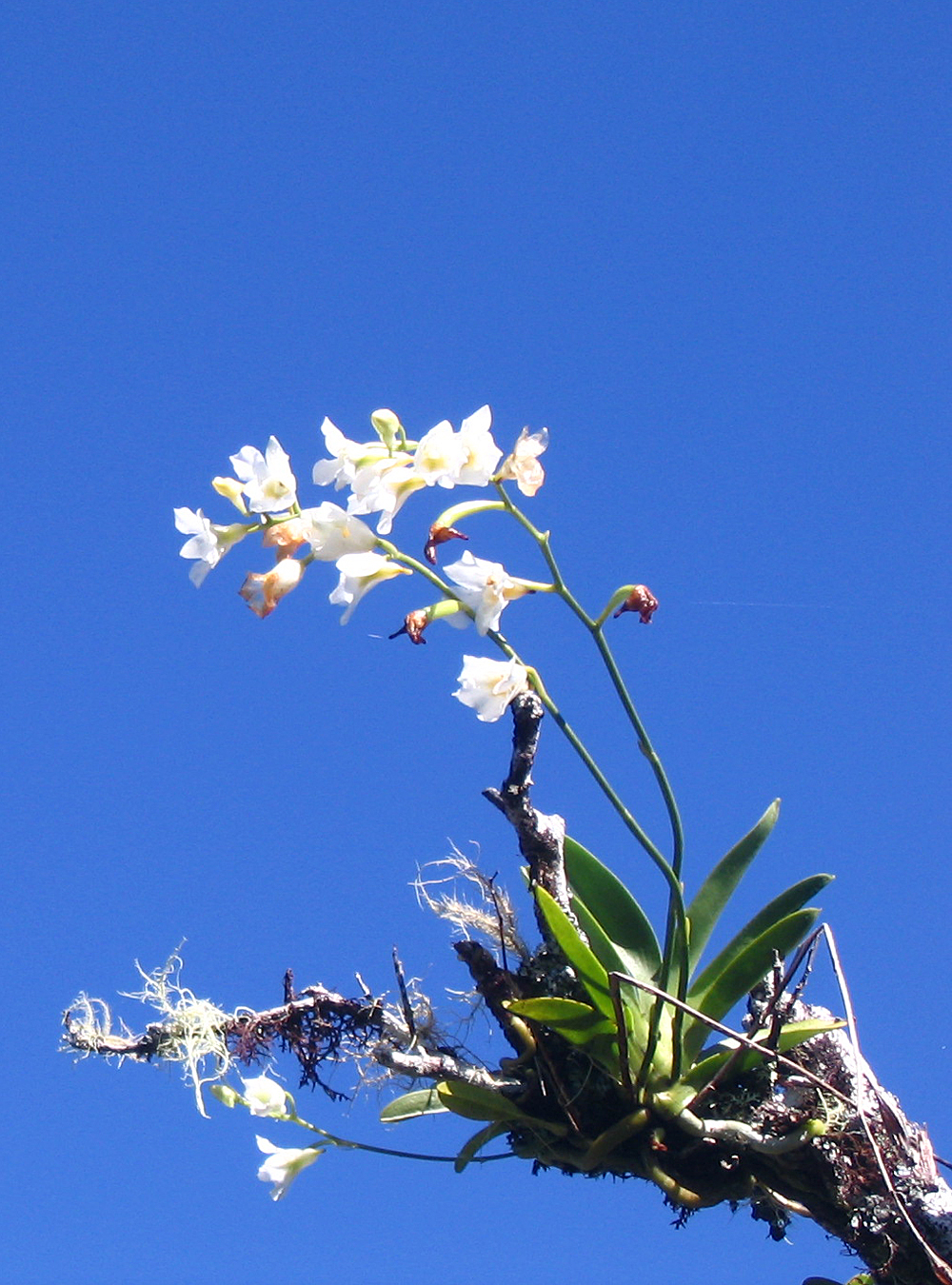
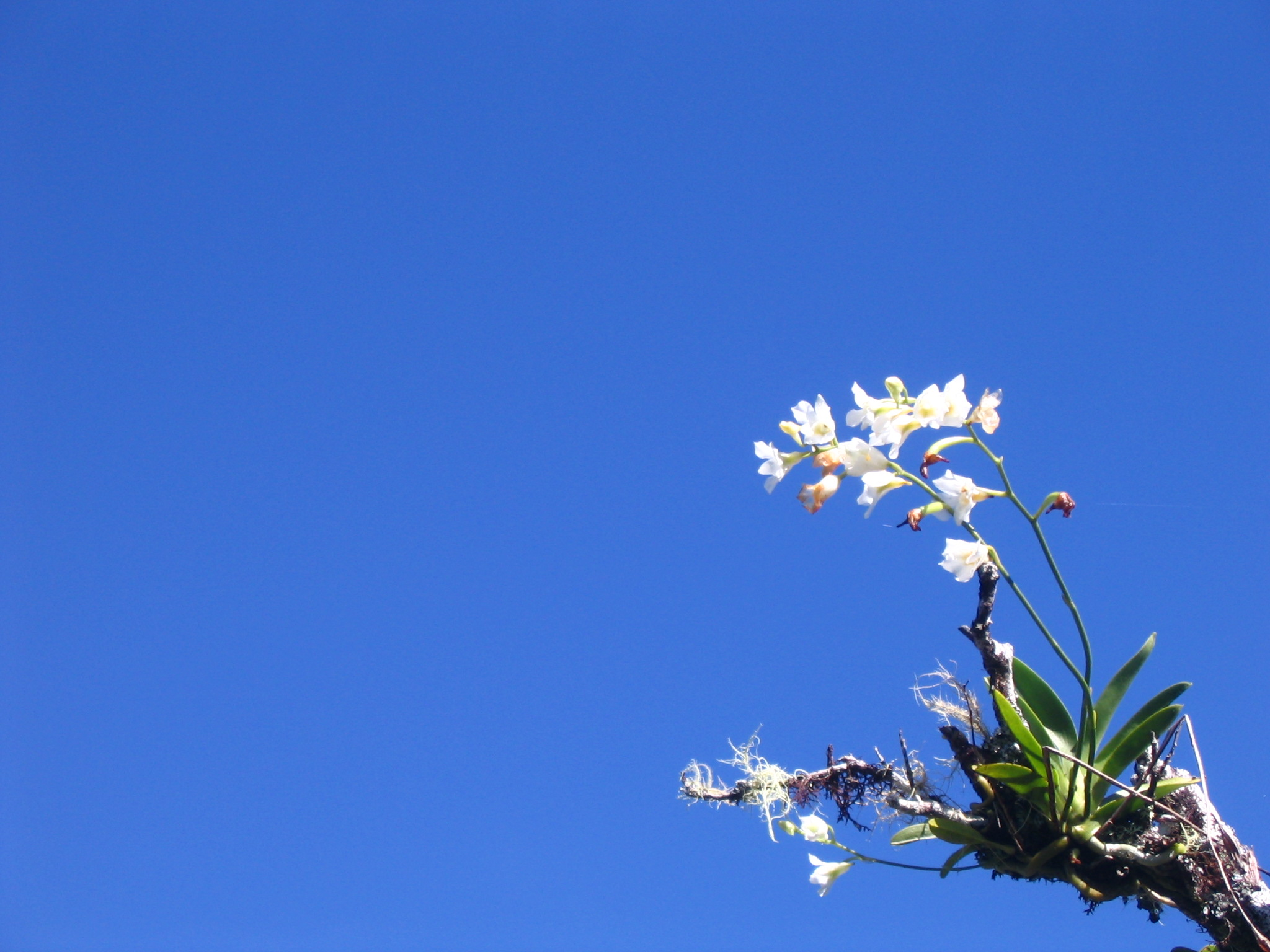